# Eozynofilia
Eozynofilia – zwiększenie liczby eozynofilów w rozmazie krwi powyżej 4% wszystkich leukocytów.
Ciężka eozynofilia (>1500/µl) określana jest nazwą hipereozynofilia.
Do eozynofilii może dochodzić w następujących chorobach:
- choroby alergiczne:
  - astma oskrzelowa,
  - pokrzywka,
  - atopowe zapalenie skóry,
  - katar sienny,
- płonica
- choroby pasożytnicze:
  - glistnica,
  - tęgoryjec dwunastnicy
  - schistosomatoza (bilharcjoza)
  - węgorczyca,
  - zakażenia pierwotniakowe,
  - robaczyce tropikalne,
  - toksokaroza,
  - włośnica,
  - bąblowica,
- kolagenozy,
- choroby nowotworowe: (ziarnica złośliwa, przewlekła białaczka eozynofilowa, przewlekła białaczka szpikowa)
- jako objaw zdrowienia w przebiegu infekcji, a także po radioterapii
- stan po splenektomii
- niedokrwistość Addisona-Biermera,
- choroba Addisona,
- zespół Churga i Strauss,
- zespół Löfflera,
- zaburzenia immunologiczne:
  - zespół Wiskotta-Aldricha,
  - AIDS,
  - niedobór IgA
- polekowa (penicyliny, fenotiazyna, streptomycyna, kwas p-aminosalicylowy)
- idiopatyczny zespół eozynofilowy
- amyloidoza